# Paris–Roubaix 1931

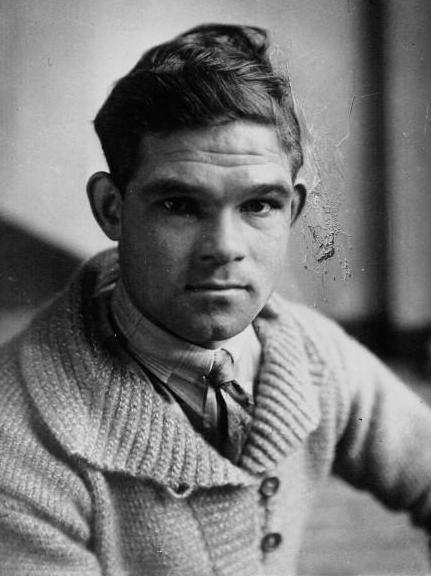
Gaston Rebry

Das Eintagesrennen Paris–Roubaix 1931 war die 32. Austragung des Radsportklassikers und fand am Sonntag, den 5. April 1931, statt.
Das Rennen ging von Argenteuil aus über 256 Kilometer. 102 Rennfahrer starteten, von denen sich 51 platzieren konnten. Der Sieger Gaston Rebry absolvierte das Rennen mit einer Durchschnittsgeschwindigkeit von 36,44 km/h. Damit war er wesentlich schneller als die Sieger in den Jahren zuvor, was auf technische Neuerungen an den Rädern zurückzuführen war was vor allem auf die nun auch im Radrennsport um sich greifende Nutzung von Gangschaltungen solcher Hersteller wie Cyclo, Huret oder Simplex zurückzuführen war, die zuvor fast ausschließlich von Radtouristen genutzt wurden.
Während des Rennens herrschte ein sehr kalter Regen mit starkem Wind, und das Peloton zerfiel in viele kleine Gruppen. Rebry, Beiname Bulldog, war kein guter Sprinter, weshalb er das Tempo hochhielt, bis er in Führung lag. Einzig Émile Joly konnte mithalten, wurde aber kurz vor dem Ziel auf der Avenue les Villas in Roubaix von einer Reifenpanne aufgehalten. Bei dieser Austragung hatte die bei diesem Rennen seit Jahrzehnten gepflegte Rivalität zwischen Belgiern und Franzosen ihren Höhepunkt, da sich neun Belgier unter den ersten zehn platzieren konnten. Erstmals war auch eine größere deutsche Delegation einer Opel-Mannschaft dabei: Hermann Buse wurde Elfter, Karl Koch 15. und Ludwig Geyer 16.